# Mieussy
Mieussy est une commune française située dans le département de la Haute-Savoie, en région Auvergne-Rhône-Alpes.

## Géographie
Le territoire de la commune de Mieussy est situé dans le sud-est de la France, dans la partie nord-est du département de la Haute-Savoie. Il est installé sur un « ombillic de la vallée du Giffre, entre l'Etroit d'Enté et la gorge d'Anthon ».
La faune et la flore sont typiquement montagnardes, le relief est favorable à la randonnée de moyenne-montagne. À 15 minutes du chef-lieu, sur le plateau de Sommand, la montée à  la pointe de Chalune offre un panorama spectaculaire sur le massif du Mont-Blanc et le Jura.

## Urbanisme

### Typologie
Au 1er janvier 2024, Mieussy est catégorisée commune rurale à habitat dispersé, selon la nouvelle grille communale de densité à sept niveaux définie par l'Insee en 2022.
Elle est située hors unité urbaine. Par ailleurs la commune fait partie de l'aire d'attraction de Genève - Annemasse (partie française), dont elle est une commune de la couronne,. Cette aire, qui regroupe 158 communes, est catégorisée dans les aires de 700 000 habitants ou plus (hors Paris),.

### Occupation des sols
L'occupation des sols de la commune, telle qu'elle ressort de la base de données européenne d’occupation biophysique des sols Corine Land Cover (CLC), est marquée par l'importance des forêts et milieux semi-naturels (71,5 % en 2018), en diminution par rapport à 1990 (73,1 %). La répartition détaillée en 2018 est la suivante : 
forêts (46,1 %), milieux à végétation arbustive et/ou herbacée (22,8 %), zones agricoles hétérogènes (15,4 %), prairies (10,1 %), zones urbanisées (3 %), espaces ouverts, sans ou avec peu de végétation (2,6 %).
L'IGN met par ailleurs à disposition un outil en ligne permettant de comparer l’évolution dans le temps de l’occupation des sols de la commune (ou de territoires à des échelles différentes). Plusieurs époques sont accessibles sous forme de cartes ou photos aériennes : la carte de Cassini (XVIIIe siècle), la carte d'état-major (1820-1866) et la période actuelle (1950 à aujourd'hui).

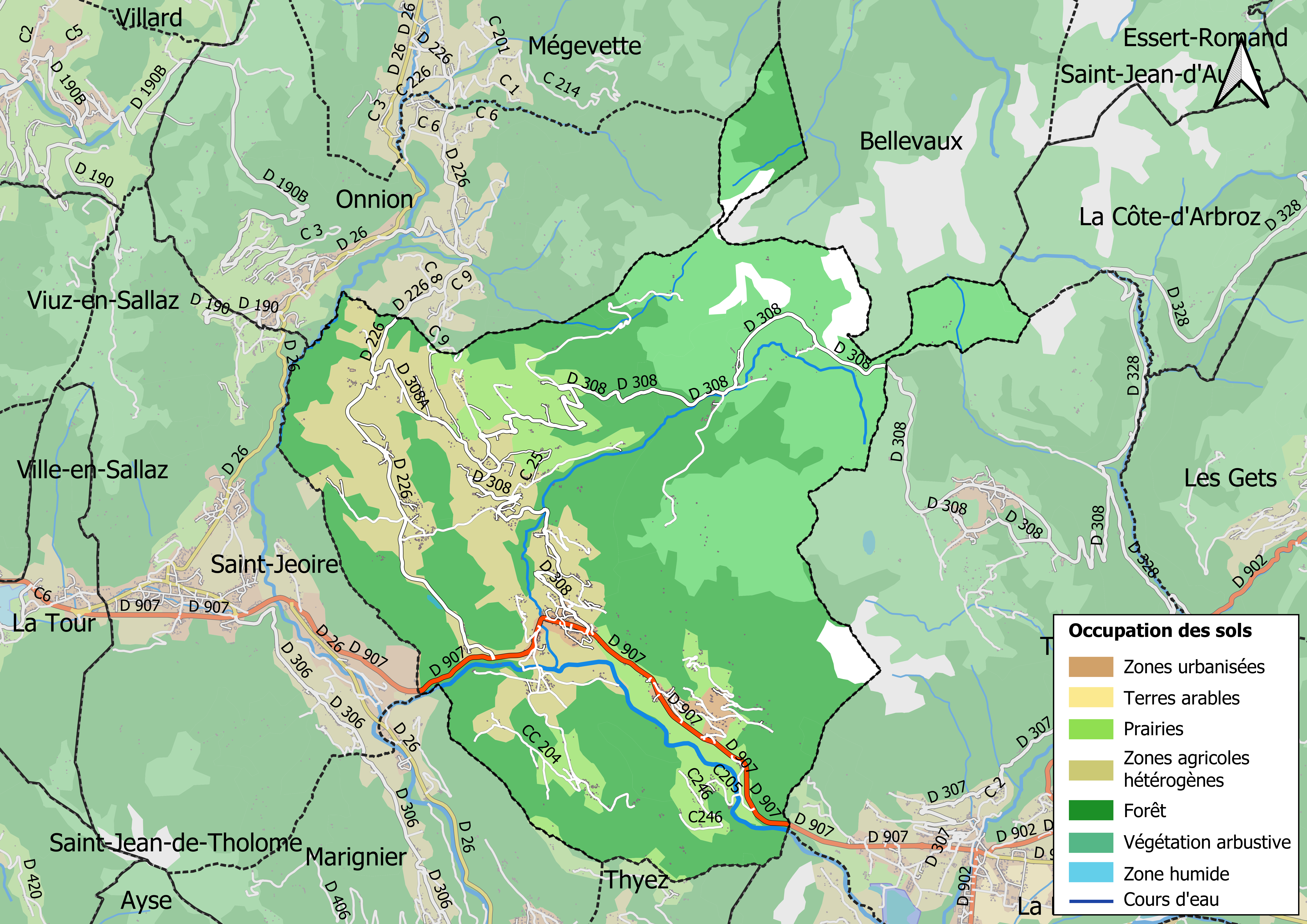
Carte des infrastructures et de l'occupation des sols en 2018 (CLC) de la commune.
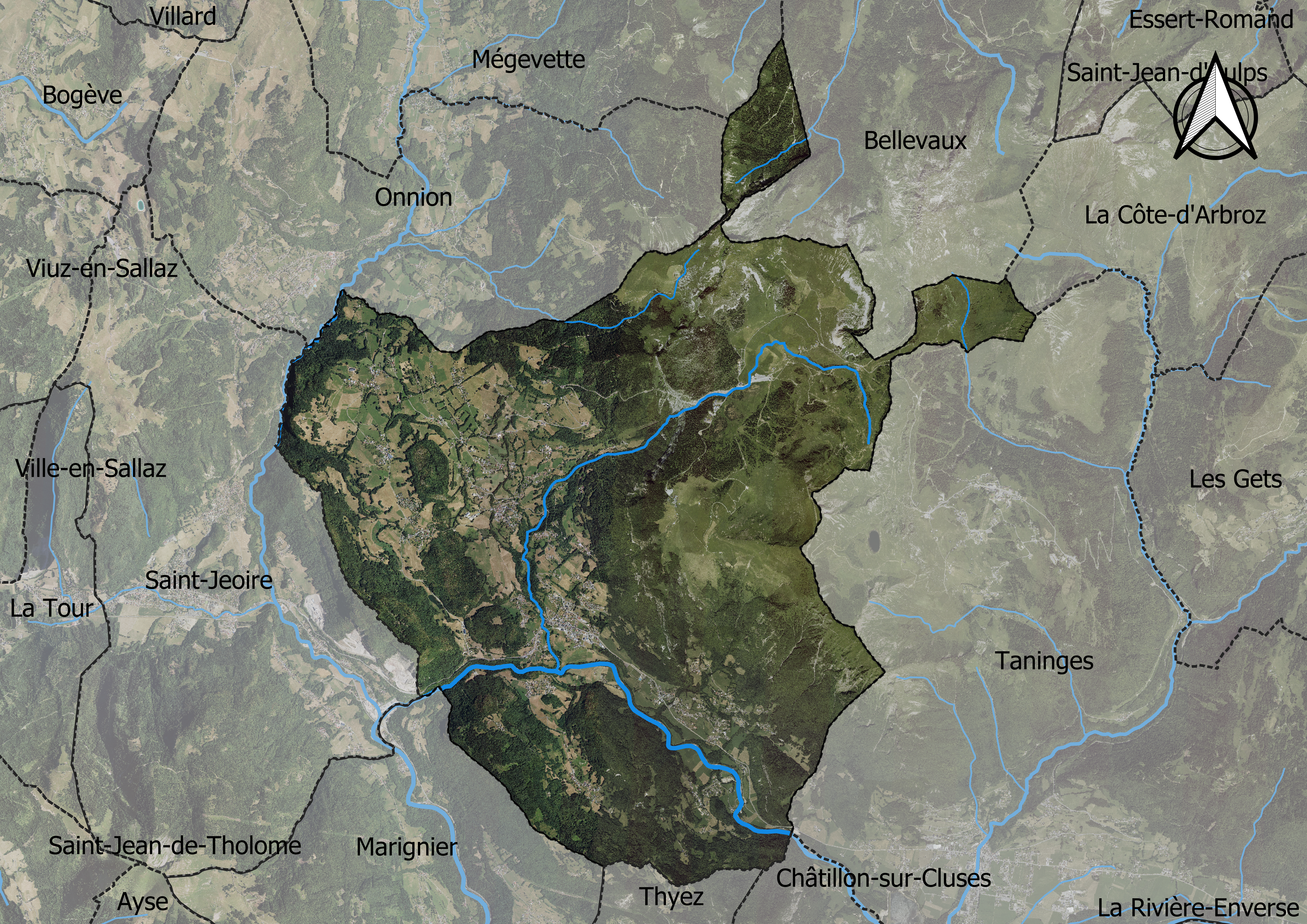
Carte orthophotogrammétrique de la commune.

## Toponymie
Le nom de la commune apparaît pour la première fois dans des documents du XIIIe siècle sous les formes Melciaci/Melcjaci (1204), Meucie (1217), Musiaco (1234), Mioutie (1279). Au siècle suivant, on trouve Myoncie, Myoucie (1309), Mioucier (vers 1344) ou encore Miouciez (1386),..
Le nom serait celui d'un domaine gallo-romain *Melciacum, dont la forme est attestée pour d'autres lieux. Selon Charles Marteaux (1861-1956), de l'Académie florimontane, le site accueillait la villa Melciacus.
L'origine des toponymes des hameaux d'Anthon, Don et Ivoray est celtique. Ceux de Dessy, Ley, Matringe, Messy, Messinge, Mieussy ainsi que celui de Quincy relève du gallo-romain, selon Marteaux.
En francoprovençal, le nom de la commune s'écrit Myeûfi (graphie de Conflans) ou Miôci / Miœci (ORB).

## Histoire
Parmi les traces retrouvées dans le sol de la commune : une hache polie de jade à Créan, datée du Néolithique. Quelques traces d'une implantation romaines — murs, tuiles plates à rebords (tegulas) ou tuiles creuses semi-cylindriques (imbrices) — auraient été localisées au XIXe siècle, sans certitudes, au hameau de Ley, confirmées par des fouilles en 1959. Une stèle gallo-romaine, avec la dédicace de Servilia Terentia, dédiée à la déesse Catubodua a été retrouvée au lieu-dit Le Fan. De l'implantation burgonde, des sépultures ont été mises au jour aux hameaux de Dessy et Quincy.
La paroisse de Mieussy relève de la châtellenie de Châtillon.
En juin 1978, Jean-Claude Bétemps aux côtés de André Bohn et Gérard Bosson effectuent le premier vol en « parachute de pente », depuis la pointe de Pertuiset,. L'année suivante, Gérard Bosson fonde une école de « vol de pente »,. En 2000, le site est l'une des étapes de la Coupe du monde de parapente.
En 2003, le Tour de France est passé à Mieussy. Richard Virenque a remporté cette étape du Tour, le 13 juillet en montant au col de la Ramaz pour finir à Morzine.
Le 7 septembre 2023, un incendie détruit la fruitière des Hautes de Fleury, institution du village.

## Politique et administration
| Période                                  | Période   | Identité        | Étiquette | Qualité                                                                   |
| ---------------------------------------- | --------- | --------------- | --------- | ------------------------------------------------------------------------- |
| mars 1965                                | mars 1983 | Émile Baudet    |           |                                                                           |
| mars 1983                                | mars 2008 | Guy Chavanne    | UMP       | Agent EDF retraité Conseiller général du canton de Taninges (2008 → 2015) |
| mars 2008                                | mars 2014 | Gérard Gay      |           |                                                                           |
| mars 2014                                | En cours  | Régis Forestier | DVD       | Agriculteur                                                               |
| Les données manquantes sont à compléter. |           |                 |           |                                                                           |

## Population et société
Les habitants de Mieussy sont appelés les Mieusserans.

### Démographie
L'évolution du nombre d'habitants est connue à travers les recensements de la population effectués dans la commune depuis 1793. Pour les communes de moins de 10 000 habitants, une enquête de recensement portant sur toute la population est réalisée tous les cinq ans, les populations de référence des années intermédiaires étant quant à elles estimées par interpolation ou extrapolation. Pour la commune, le premier recensement exhaustif entrant dans le cadre du nouveau dispositif a été réalisé en 2005.

En 2022, la commune comptait 2 521 habitants, en évolution de +8,1 % par rapport à 2016 (Haute-Savoie : +6,01 %, France hors Mayotte : +2,11 %).
| 1793  | 1800  | 1806  | 1822  | 1838  | 1848  | 1858  | 1861  | 1866  |
| ----- | ----- | ----- | ----- | ----- | ----- | ----- | ----- | ----- |
| 1 161 | 1 341 | 1 365 | 1 981 | 2 253 | 2 480 | 2 440 | 2 483 | 2 294 |

| 1872  | 1876  | 1881  | 1886  | 1891  | 1896  | 1901  | 1906  | 1911  |
| ----- | ----- | ----- | ----- | ----- | ----- | ----- | ----- | ----- |
| 2 266 | 2 206 | 2 103 | 2 098 | 2 040 | 2 006 | 1 949 | 1 905 | 1 790 |

| 1921  | 1926  | 1931  | 1936  | 1946  | 1954  | 1962  | 1968  | 1975  |
| ----- | ----- | ----- | ----- | ----- | ----- | ----- | ----- | ----- |
| 1 608 | 1 603 | 1 650 | 1 435 | 1 275 | 1 282 | 1 193 | 1 141 | 1 167 |

| 1982  | 1990  | 1999  | 2005  | 2006  | 2010  | 2015  | 2020  | 2022  |
| ----- | ----- | ----- | ----- | ----- | ----- | ----- | ----- | ----- |
| 1 169 | 1 346 | 1 739 | 1 983 | 2 002 | 2 116 | 2 327 | 2 461 | 2 521 |

### Sports
Située sur la route menant aux grandes stations françaises telles qu'Avoriaz, la station de sports d'hiver de Praz de Lys - Sommand se trouve en partie sur la commune. Outre le ski de fond et de piste l'hiver, la station offre de nombreuses activités de plein air été comme hiver. Capitale historique du parapente, où celui-ci a réellement été inventé[réf. nécessaire], Mieussy reste un des hauts lieux de cette pratique sportive.
VTT, vélo de route, trails et ultra-trails, escalade, font aussi partie des activités sportives couramment pratiquées dans la vallée. Toute l'année et particulièrement en été, évoluent dans son ciel des parapentes.
Le site de canyoning des gorges du Giffre est considéré comme le plus ludique du département[réf. nécessaire].
Mieussy a accueilli un centre de formation au canyoning et à la spéléologie de 1990 à 2018, en accueillant plus de 1000 stagiaires de toute l’Europe, pour passer un diplôme d’initiateur, de moniteur ou d’instructeur[réf. nécessaire].

### Médias
- Télévision locale : TV8 Mont-Blanc.

### Manifestations culturelles et festivités
Chaque année, l'association Somm'and Festival de Mieussy organise le Sommand Festival. Ce festival se déroule à côté de la salle des fêtes de la commune. Avant, il se déroulait sur le plateau de Sommand à 1500 m d'altitude. Ce festival est aussi original car il fait la promotion de groupes régionaux et nationaux, il apporte de ce fait de la diversité musicale et est ouvert à tous.
Chaque année en octobre, la Foire aux bestiaux, à la châtaigne et aux pommes attire des milliers de visiteurs.

## Culture locale et patrimoine

### Lieux et monuments

#### Patrimoine religieux
- L’église Saint-Gervais (fin XVe siècle). Inscrite aux Monuments historiques depuis 1926[20].
- La chapelle Saint-Grat est une chapelle nichée sur un rocher, à 850 m au sommet d'une falaise dans les bois, au-dessus de Matringes. Elle est dédiée à la Sainte Famille et à sainte Anne et à saint Grat évêque d'Aoste au Ve siècle, vénéré par les agriculteurs. Cette chapelle fut fondée et dotée le 24 avril 1697 par les frères Joseph et François Fertaz de Matringes[réf. nécessaire]. Elle fut rénovée vers 1791 sera partiellement détruite puis rénovée grâce à Joseph Gaudin et de son épouse Marie Humbert, en 1865 (inscription sur la croix devant la chapelle).
- Chapelle de Quincy.
- Chapelle de Ley.
- Chapelle Notre-Dame-de-la-Compassion.
- Chapelle Saint-Denis et Saint-Christophe.

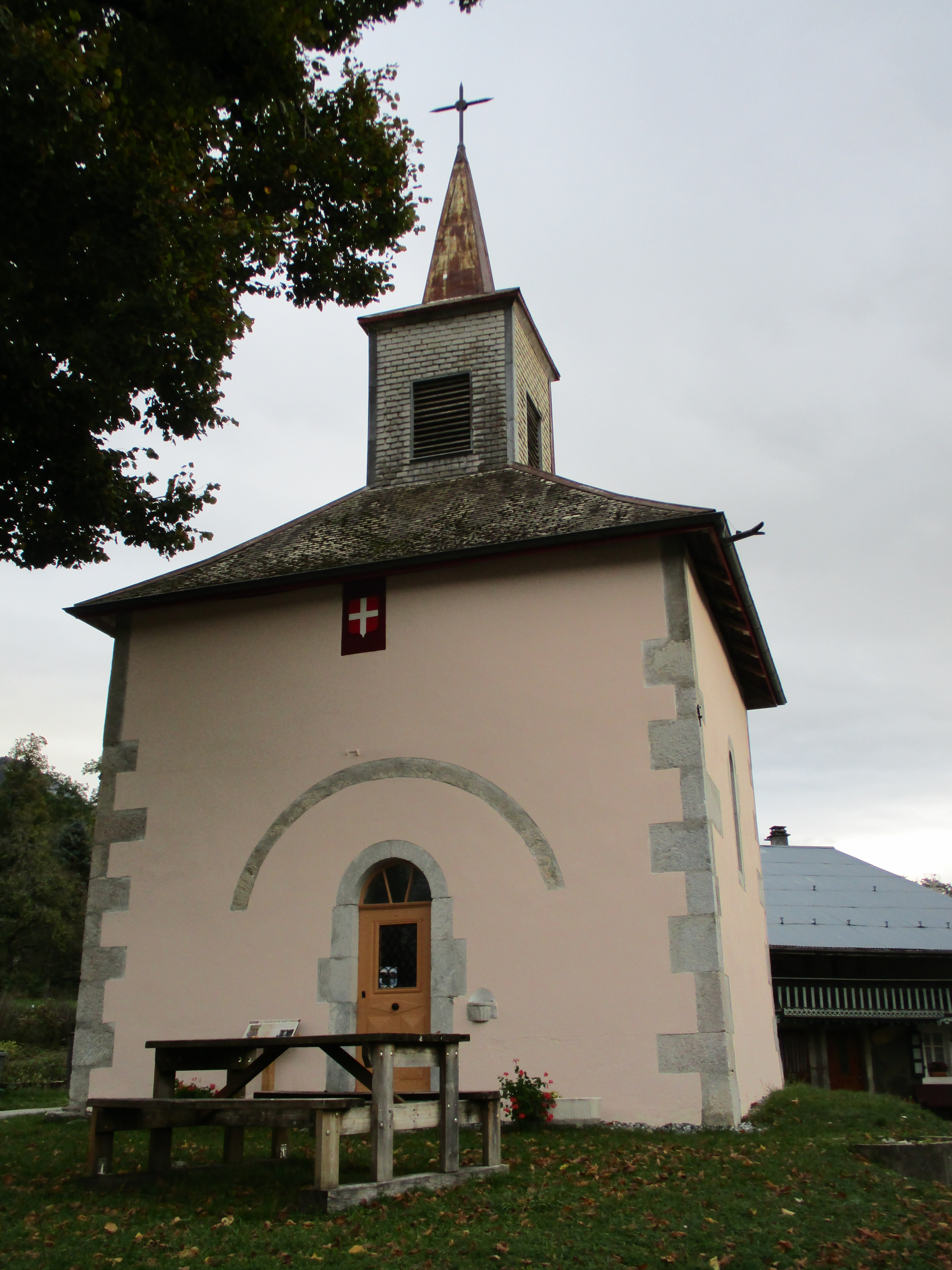
La Chapelle Saint-Denis

#### Patrimoine civil
- Le château de Barbey (pourrait dériver du latin « berbix » signifiant brebis), avec les seigneurs de Marigny (XVe siècle), dont les armes étaient pallées d'argent à brebis de gueule.[21]
- Deux autres maisons fortes appartenaient aux nobles de Rovorée et de Bellegarde.
  - Château de Rovorée
- L'ancien chemin de fer qui relie Annemasse à Sixt-Fer-à-Cheval, une ancienne gare, un beau viaduc transformé en passerelle. Ce chemin de fer a arrêté son fonctionnement à la mi-mai 1959.

#### Patrimoine environnemental
- Les gorges du pont du Diable, un pèlerinage est organisé pendant l'Assomption.
- Le lac d'Anthon, un lac artificiel qui accueille des activités de pèche, escalade, détente.
- La grotte du Jourdy, une grotte qui fut pendant longtemps utilisée comme cachette pour les vicaires de Mieussy pendant la période de la Terreur (1792-1796). C’est en 1881 que le sanctuaire de la Sainte Famille fut érigé dans la grotte du Jourdy afin de protéger les villageois contre les chutes de pierres qui se produisaient parfois dans ce secteur et qui firent même une victime, un homme tué durant son sommeil par un bloc détaché de la falaise et qui faucha sa maison.

### Personnalités liées à la commune
- Claude Le Jay (c. 1504-1552), un des dix premiers jésuites, cofondateurs de la Compagnie de Jésus, né à Mieussy.
- Louise Boschi dite Marquisette Bosky (1897-1949), actrice née à Mieussy[22].
- Jean-Claude Carrier (1897-1944), résistant, Compagnon de la Libération, né à Mieussy.
- Justinien Raymond (1911-2010), historien du mouvement ouvrier, collaborateur du Dictionnaire biographique du mouvement ouvrier français, le « Maitron », et militant socialiste sous la IIIe et la IVe République, né à Mieussy[23].
- Jean-Marc Chavanne (1939-2003), homme politique, député de Haute-Savoie de 1998 à 2003, né à Mieussy.
- Gilles Perret, réalisateur, documentariste et journaliste né à Mieussy en 1968.
- John Berger (1926-2017), écrivain britannique, y a vécu à partir des années 1970.
- Gérard Bosson (1943-2017), y a inventé le parapente en 1978.
- Sylvain Guillaume (né en 1968), ancien skieur de combiné nordique, y a vécu quelques années.

### Héraldique
| Armes d'Orcier | Les armes de Mieussy se blasonnent ainsi : Palé d'or et de sable, au chef de gueules chargé de trois casques d'argent tarés de profil. |

## Dans la culture
- La Ferme des Bertrand, documentaire français de 2024 qui retrace la vie d'une ferme de la commune sur trois générations d'éleveurs.